# Get Free (singel Major Lazer)
Get Free – singel projektu muzycznego Major Lazer z drugiego albumu studyjnego Free the Universe. W utworze gościnnie wystąpiła wokalistka amerykańskiej grupy Dirty Projectors Amber Coffman. Fragment piosenki został wykorzystany w serii spotów z okazji 20-lecia istnienia stacji telewizyjnej TVN.

## Teledysk
15 kwietnia 2012 roku na YouTube zostało opublikowane pierwsze wideo z tekstem do utworu Get Free o łącznej długości pięciu minut. Oficjalny teledysk, wyreżyserowany przez SoMe, został opublikowany 23 sierpnia 2012. Nakręcony w Kingston, na Jamajce przedstawia ludzi tańczących i bawiących się. Na teledysku pojawiają się Amber Coffman i Diplo.

## Lista utworów
- Digital download[5]

| Nr | Tytuł utworu                     | Długość |
| -- | -------------------------------- | ------- |
| 1. | „Get Free”                       | 4:49    |
| 2. | „Get Free” (Bonde do Rolê Remix) | 3:43    |
| 3. | „Get Free” (Andy C Remix)        | 5:31    |
|    |                                  | 14:03   |

## Notowania na listach
| Lista                                   | Najwyższa pozycja |
| --------------------------------------- | ----------------- |
| Australia (Top 50 Singles)              | 39                |
| Belgia (Flandria) (Ultratop 50 Singles) | 3                 |
| Belgia (Wallonia) (Ultratop 50 Singles) | 17                |
| Dania (Track Top-40)                    | 29                |
| Francja (Top 200 Singles)               | 59                |
| Niemcy (Top 100 Singles)                | 73                |
| Holandia (Dutch Top 40)                 | 8                 |
| Rumunia (Romania Airplay Top 100)       | 4                 |
| Wielka Brytania (Top 40 Dance Singles)  | 13                |
| Wielka Brytania (Singles Top 100)       | 56                |